# Strong City, Kansas
Strong City là một thành phố thuộc quận Chase, tiểu bang Kansas, Hoa Kỳ. Năm 2010, dân số của xã này là 485 người.

## Dân số
Dân số các năm:
- Năm 2000: 584 người
- Năm 2010: 485 người